# Coralia Correa
Coralia Correa Maltez (La Villa de Los Santos, 30 de marzo de 1920 - ibid., 6 de marzo de 2023) fue una educadora y política panameña.

## Biografía
Cursó estudios primarios en La Villa de Los Santos, sin embargo, tuvo dificultades económicas para proseguir sus estudios secundarios, por lo que ganó una beca a través de un concurso nacional y pudo trasladarse a la ciudad capital, donde continuó hasta graduarse como maestra.
Volvió a La Villa donde comenzó a trabajar en una escuela primaria, pero debido a las situaciones que pasaban en su comunidad, comenzaron a adentrarla en la política y fue electa diputada de la Asamblea Nacional en 1956 y reelecta en 1960.
Como diputada, logró la realización de obras sociales e infraestructura en la provincia de Los Santos y también en favorecer al gremio educativo. Al finalizar su período como diputada por ocho años, se retiró de la política, pero mantuvo por varias décadas la ayuda benéfica, en especial a personas enfermas y privados de libertad en la provincia.
Fue esposa de José Encarnación Burgos, quien desempeñó como gobernador de la provincia de Los Santos.